# 村松千左子
村松 千左子（むらまつ ちさこ）は、日本のデータサイエンス研究者。滋賀大学データサイエンス学部教授。医用画像解析や画像処理を専門とし、人工知能（AI）技術を活用した医療診断支援の研究に従事している。
日本国内外の学術機関や企業との共同研究を積極的に推進し、AIを活用した診断支援技術の開発に貢献している。特に、深層学習を用いた医用画像解析の分野では国際的な学術誌に多数の論文を発表し、その研究成果は医療機関や企業での実用化が進んでいる。
また、滋賀大学ではデータサイエンス教育の発展にも尽力し、NVIDIAのDLI（Deep Learning Institute）大学アンバサダープログラムの認定講師（DLIアンバサダー）に認定され、最先端のテクノロジ (AI、アクセラレーテッド コンピューティング、データ サイエンスなど) に関する、本来であれば受講費が数十万円する、ハンズオン ワークショップ を学生向けに無料で開催している。さらに、「問題解決型学習」（PBL）も導入し、企業との連携による実践的な教育を推進している。

## 経歴
父親の転勤に伴い、高校生活を米国で送る。帰国後、金沢大学医学部にて放射線科学技術を専攻。2008年、シカゴ大学生科学学部博士課程修了。シカゴ大学大学院にて医学物理学の博士課程を修了。博士号取得後、岐阜大学で研究員および助教として勤務。2019年、滋賀大学データサイエンス学部の創設とともに准教授として着任し、2023年より教授に昇進。

## 研究分野
研究は、X線画像、CT、MRI、超音波画像などの医用画像解析に焦点を当てており、病変検出や診断支援を目的としたAI技術の開発を行っている。特に、マンモグラムにおける類似画像の解析に関する研究が北米放射線学会（RSNA）にて高く評価されている。また、この研究がJIRA（日本画像医療システム工業会）の医療機器のCADの歴史年表にも掲載されている。

## NVIDIAとの関係
村松教授はNVIDIAのDLI（Deep Learning Institute）大学アンバサダープログラムの認定講師（DLIアンバサダー）であり、NVIDIAの技術を活用したAI・データサイエンス分野の教育活動を行っている。NVIDIAとの産学連携を通じ、医療AIの社会実装に向けた取り組みを推進している。
また、NVIDIAのGPUを活用した高速画像処理技術を開発し、大規模データセットの解析に成功。これにより、医療画像の解析時間を従来の1/10以下に短縮することに成功し、臨床現場での迅速な診断を支援する技術として注目されている。

## 受賞歴
- 2021年4月 優秀査読者賞, 日本放射線技術学会・日本医学物理学会[5]
- 2019年7月 田中栄一記念賞（MIT誌論文賞）, 日本医用画像工学会
- 2019年1月 Best Paper Award, International Forum on Medical Imaging in Asia
- 2017年2月 Honorable Mention Poster Award, SPIE Medical Imaging
- 2016年2月 Honorable Mention Poster Award, SPIE Medical Imaging
- 2014年2月 Honorable Mention Poster Award, SPIE Medical Imaging
- 2013年4月 CyPos銀賞, 日本放射線技術学会
- 2013年2月 Honorable Mention Poster Award, SPIE Medical Imaging
- 2011年11月 Certificate of Merit, Radiological Society of North America
- 2010年4月 技術新人賞画像部門, 日本放射線技術学会
- 2009年4月 CyPos金賞, 日本放射線技術学会
- 2007年11月 Certificate of Merit, Radiological Society of North America